# Cancer de l'adolescent et du jeune adulte
 (août 2018).
Si vous disposez d'ouvrages ou d'articles de référence ou si vous connaissez des sites web de qualité traitant du thème abordé ici, merci de compléter l'article en donnant les références utiles à sa vérifiabilité et en les liant à la section « Notes et références ».
Le cancer de l'adolescent et du jeune adulte est un cancer qui touche un adolescent ou un jeune adulte âgé de 15 à 25 ans inclus.
Certaines définitions incluent des jeunes de 25 à 29 ans. Des médecins, des psychologues et des acteurs sociaux s'intéressent au diagnostic, au traitement et à l'accompagnement du cancer chez l'adolescent et le jeune adulte.

## Épidémiologie
Les données sont difficilement connues concernant les adolescents et les jeunes adultes. Cependant, en France, la tranche d'âge des 15 à 25 ans fait l'objet d'un suivi particulier. Environ 1 700 adolescents et jeunes adultes (dits AJA) sont diagnostiqués d’un cancer chaque année en France.
Bien que rares, le cancer est la troisième cause de mortalité chez cette tranche d’âge (15-25 ans), après les accidents et les suicides.
Le taux de patients vivants cinq ans après le diagnostic dans la population AJA atteinte d'un cancer est en constante progression.
Situé entre l'enfance et l'âge adulte, l'adolescent ou le jeune adulte peut être touché par des cancers du sang et des organes lymphatiques (pour 40 % des cas) ou par des tumeurs d'autres organes (pour 60 % des cas). Selon l'Institut national du cancer, on retrouve principalement :
- les lymphomes hodgkiniens (22 %);
- les leucémies aiguës (12 %) ;
- les cancers de la thyroïde (9 %);
- les tumeurs germinales gonadiques (9 %)[3];
- les tumeurs du système nerveux central (8 %)[4];
- les tumeurs osseuses (8 %) (ostéosarcomes, sarcomes d'Ewing, chondrosarcomes...)[5] ;
- les lymphomes malins non hodgkiniens (7 %)[6].

Chez les adolescents (15-19 ans), au niveau mondial, une étude publiée dans la revue britannique The Lancet Oncology estime la fréquence des cancers à 185 cas pour un million de personnes chaque année. Les cancers les plus fréquents sont le lymphome (23 % des cas), devant les carcinomes et les mélanomes.
Les chiffres observés sont probablement encore sous-estimés, en particulier dans les pays à faible revenus, du fait de la sous-déclaration des cas de cancer et du manque d'équipements de diagnostic, souligne aussi le CIRC.

## Diagnostic et prévention

### Facteurs de risque
Des travaux de recherche visent à identifier les facteurs de risque pour les cancers des adolescents et des jeunes adultes. Ils sont de natures diverses : il y a des risques génétiques, et des risques liés à l'usage de vie. Par exemple, dans le cas des tumeurs osseuses, des facteurs extérieurs, hormonaux ou liés à la croissance sont identifiés sans pour autant que le facteur déterminant ne soit établi.

### Mesures de prévention
Des actions de prévention dédiées sont mises en place à destination des jeunes pour :
- favoriser l'accès au dépistage[9] ;
- faire connaître les gestes de l'autopalpation, nécessaire notamment en cas du cancer de sein[10] ;
- améliorer l'hygiène de vie et les modes de consommation ;
- inciter au suivi au long cours en rémission.

Si le diagnostic a fait des progrès, il existe des régions dans le monde dans lesquelles les diagnostics souffrent de graves défauts.

### Dons de vie
Pour améliorer les traitements et renforcer leur efficacité, des opérations de don de vie sont mises en place. Selon une étude au Québec, sur le cancer, le don d'organe et de tissus peut sauver jusqu'à huit vies et redonner la santé à vingt autres personnes. Elles consistent à faire don de son sang, de plasma, de plaquettes, de cordon ombilical, de moelle osseuse ou d'organes. Ces dons donnent de l'espoir à des patients en attente de dons pour guérir.

## Traitements

### Soins
L'adolescence est une période de fragilité psychologique. C'est encore plus vrai pour les jeunes qui sont victimes du cancer. Le fait de les soigner avec les enfants ou les adultes peut entraver leur rétablissement. Pour cette raison, les traitements des adolescents et des jeunes adultes ont évolué ces dernières années. Quatre notions clés qualifient les parcours actuels à France :
- l'hospitalisation à domicile,
- l'accès à des unités de soins spécifiques. Elles ont vu le jour dans certains hôpitaux référencés par l'Institut national du cancer (par exemple : Institut Gustave-Roussy[13], Institut Curie...) ;
- la coordination des professionnels de soins ;
- l'observance thérapeutique.

Le cancer nécessite une prise en charge adaptée pour un adolescent ou un jeune. Il évolue dans un contexte médical particulier et fait l'objet d'une prise en charge appropriée, dans la mesure où l'adolescence est une période de fragilité psychologique.
La prise en charge s'effectue dans des centres de référence, qui sont spécialisés en cancérologie pédiatrique et recensés dans chaque région par l'Institut National du Cancer. Ils répondent aux critères d’agrément pour la pratique du traitement des cancers des enfants et adolescents. Des unités AJA sont également mises en place pour accueillir de manière spécifique les adolescents et les jeunes adultes.

« C'est une période de la vie particulière et les difficultés pour un jeune atteint de cancer vont être différentes de celles d'un adulte ou d'un enfant. Alors que le jeune est en pleine construction, il doit faire face à des bouleversements importants qui vont avoir un impact sur son insertion scolaire, sa vie sociale et affective »

— site internet de l'Institut Curie
Les médecins et professionnels médicaux sont formés à simplifier leur discours vis-à-vis des patients et leurs proches. Néanmoins, parfois des professionnels de santé reconnaissent la dureté des relations.
Le ministère de la Santé français veut faciliter l'accès des adolescents aux traitements innovants, qui sont parfois plus développés à l'étranger. Agnès Buzyn a ainsi déclaré en 2017 : « Tout est fait en France, et j'en fais ma priorité, pour qu'aucun enfant français n'ait une perte de chance quand il souffre d'un cancer ». Plusieurs cas ont mobilisé l'opinion en 2017, comme Matéo ou encore Robin. Robin, âgé de 17 ans et hospitalisé en France pour une leucémie lymphoblastique, a débuté un traitement génique aux États-Unis. Ces cas sont parfois très relayés sur les réseaux sociaux (par exemple avec l'association « Tous Unis pour Sauver Matéo ») et permettent parfois de recueillir les fonds grâce à des cagnottes en ligne (Financement participatif) qui permettent de payer une partie des coûts des traitements. Un collectif de structures spécialisées a proposé en 2018 de faire de la lutte contre les cancers des enfants et des jeunes une grande cause nationale.

### Recherche
Les efforts de la recherche clinique se poursuivent. Les chercheurs connaissent deux principaux enjeux : l'accès au financement d'une part, l'accès aux essais cliniques d'autre part. Pour améliorer les soins des adolescents et des jeunes adultes, la diffusion de la recherche et l'accès aux traitements sont également des difficultés à traverser.

### Effets physiques
Les traitements ont des effets secondaires nombreux pour les jeunes : règles alimentaires strictes, les cheveux tombent. Instabilité, idées suicidaires, nausées, modification du corps, des traits de visages, peau sèche. Le patient ressent une urgence de vivre, variation de forme, stress, peur de la rechute et une impression d'épée de Damoclès. Les traitements entraînent également une fatigue accrue. Ils nécessitent d'être pris en compte par les patients eux-mêmes et par leur entourage. Une activité physique adaptée est souvent nécessaire. C'est la caractéristique également des maladies chroniques.

## Vie pendant et après le cancer
« L’ado cancéreux reste un adolescent, un être en devenir, avec sa vulnérabilité, ses questionnements, son problème d’image de soi. »

— Marcel Rufo

### Projets personnels
L’annonce d’un cancer ébranle profondément son projet de vie. Le soutien aux patients est primordial pour briser l'isolement social, pour mieux vivre la phase de soins et préparer l'après-midi. Dédiées à cette tranche d'âge et aux spécificités des adolescents et des jeunes adultes, des structures d'accompagnement existent. Dans les centres de soins, des acteurs sociaux informent sur les droits sociaux et le monde associatif.
Parfois, les amis accompagnent des jeunes malades pour les aider à réaliser leurs rêves,. Les objectifs de ces projets, qui parfois font l'objet de communication large grâce à internet, sont multiples : récolter des fonds pour les rêves les plus onéreux, sensibiliser le public au don de vie et encourager les malades.

### Retour à l'école
Une fois l’adolescent guéri, le retour à l’école est très important. « Pour retrouver sa place parmi ses pairs, l’ado ne doit pas redoubler mais rester dans sa classe. Pendant son traitement, il bénéficie ainsi d’une aide scolaire à la carte et d’activités culturelles qui contribuent à son épanouissement personnel » (selon Marcel Rufo).

### Avenir professionnel
Le retour à l'emploi, la recherche d'emploi ou la création d'entreprise, après la fin des soins, sont des questions qui se posent aux jeunes en rémission. Il est possible de développer différents types de compétences, lorsqu'un jeune traverse cette épreuve.
Certains développent des soft skills qu'ils mettent en avant dans la recherche d'emploi.
La recherche de crédit peut être indispensable pour poursuivre une formation ou créer une entreprise. Cependant, les patients réclament le droit à l'oubli. Ce droit à l'oubli intervient généralement dix ans après la fin des traitements (pour les mineurs, il est réduit à cinq ans)
Certains jeunes développent leur rôle de patient expert et contribuent à la mise en place d'un plaidoyer pour défendre la cause des adolescents et des jeunes adultes malades d'un cancer.

### Sexualité et fertilité
La question de la sexualité est également une problématique pour les jeunes dont beaucoup disent souffrir d'un grand isolement et déclarent manquer d'information.
Les femmes, au cours de la rémission, ont des projets de grossesse ; les jeunes peuvent avoir des projets de famille. Ces questions peuvent se poser dès le début des traitements, certains soins pouvant altérer la fertilité. Les malades du cancer sont peu informés sur les risques d'infertilité liés aux traitements qu'ils reçoivent (chimiothérapie, hormonothérapie, radiothérapie, chirurgie). C'est ce que dénonce un récent rapport publié par l'Institut National du Cancer et l'Agence de la biomédecine. La nécessité de mieux informer les patients au préalable est soulignée, notamment sur les différentes options de préservation de la fertilité qui s'offrent aujourd'hui à eux.

### Stigmatisation
Les jeunes partagent lors d'échanges entre eux des difficultés liées au regard des autres, à la perte d'estime de soi, au rapport à leur propre vulnérabilité.
Dans le monde professionnel, les idées reçues sont nombreuses à casser. Certains proposent même de former les salariés à la vulnérabilité en entreprise.

## Culture à propos du sujet

### Fiction
- J'irai mourir chez vous[30]
- Nos étoiles contraires[14] (adaptation cinématographique du roman de John Green, Nos étoiles contraires) : sur l'histoire d'amour de deux adolescents

### Livre
- Grandir avec un cancer de Daniel Oppenheim. Ce livre est le témoignage d'un enfant ayant grandi avec un cancer[31].